# Distoneura mediofracta
Distoneura mediofracta là một loài bướm đêm trong họ Geometridae.